# WWF Superstars of Wrestling
WWF Superstars of Wrestling foi um programa de wrestling profissional que entrou no ar no dia 6 de Setembro de 1986 e permaneceu até 2001. Superstars, foi o principal programa da World Wrestling Federation (WWF) até 1993 quando a RAW estreou.

## Lutadores
- Andre The Giant
- Bam Bam Bigelow
- Booker T
- Billy Gunn
- Bret Hart
- Chris Benoit
- Hulk Hogan
- George Steele
- Stone Cold
- Ted DiBiase
- Mr. Perfect
- Owen Hart
- Ricky Steamboat
- Randy Savage
- Yokozuna
- Honky Tonk Man
- Jake Roberts
- Road Warrior Animal
- Road Warrior Hawk
- Ric Flair
- Rick Rude
- The Ultimate Warrior
- The Undertaker
- Vader
- Entre Outros.......

1. ↑  https://www.themoviedb.org/tv/823-wwf-superstars-of-wrestling/seasons